# Borgeby slot
Borgeby (dansk: Borgeby Slot) er et slot i Lomma kommun mellem Lund og Landskrona i Skåne i Sverige. Øst for slottet ligger Borgeby kirke. Landsbyen Borgeby ligger et par kilometer syd for slottet.
Slottet har sine rødder i en trelleborg bygget på Harald Blåtands tid. I middelalderen til reformationen 1536 var Borgeby en af ærkebiskoppen af Lunds slotte. Efter reformationen kom slottet på private hænder. I dag ejes slot og park af en fond oprettet af de sidste private ejere: Hanna og Ernst Norlind. Der er indrettet museum for Hanna Larsdotter (Hanna Norlind) og hendes mand, kunstneren og forfatteren Ernst Norlind på slottet.

## Historie
Trelleborgen i Borgeby er formentlig bygget nogenlunde samtidigt med de andre trelleborge omkring år 980, mens Harald Blåtand regerede Danmark. Direkte uden for borgen opførtes en trækirke, som blev erstattet af en murstenskirke. Kirken var slotskirke tilhørende Borgeby slot. Uden for slottet lå også det middelalderlige bondesamfund Borgeby.
Borgeby var en tid sæde for den skånske konge Toke Gormsen, som var indsat af Harald Blåtand i 970'erne. I 985 blev Toke tillige konge af Danmark, men døde året efter.
I modsætning til andre trelleborge forblev Borgeby bebygget efter Harald Blåtands tid. Det viser fund af en møntvægt fra den sene vikingetid og mønter fra midten af 1000-tallet, der var præget på Borgeby. I begyndelsen af 1100-tallet blev der bygget et stærkt forsvarstårn af sten i midten af borgen. I 1200-tallet blev der bygget en stærk murstensborg på en fjerdedel af vikingeborgens areal omgivet af en 10-11 m høj mur. Samtidigt opførtes en række murstensbygninger som porttårnet, der stadig eksisterer. Slottet var omgivet af en betydelig voldgrav.
I 1452 blev slottet brændt ned af den svenske hær under ledelse af Karl VIII (Bonde). Efter angrebet blev ærkebispens kapel, der stadig findes, bygget. Samtidigt opførtes en stor tårnbygning, som formentlig tjente som ærkebispens privatbolig. Det står efter restaurering i 1870. Ved restaureringen blev en stor del af det middelalderlige murværk ødelagt.
Efter reformationen i 1536 gav Christian III slottet i pant til Malmøs borgmester Jørgen Kock for store lån. Forskellige adelsslægter ejede derefter Borgeby. I 1550'erne opførte Hans Spiegel, Frederik II's kammertjener, den nuværende hovedbygning. Efter det mislykkede stormangreb på Malmøhus i den Skånske Krig blev slottet brændt ned den 7. maj 1678 under general Arensdorffs tilbagetog til Landskrona. Kun murene blev stående efter krigen, men Borgeby blev snart genopbygget. De murede staldbygninger er fra 1744.
Hanna Larsdotters far, Lars Persson, købte slottet på auktion i 1886. Hanna blev gift med maleren Ernst Norlind. Efter deres søn Staffans død i 1978 oprettedes en stiftelse, der nu ejer Borgeby slot. Driften varetages af "Husshållningssällskapet Malmöhus", som hvert år arrangerer Borgeby landbrugsmesse, hvor der demonstreres maskiner og dyrkningsformer, afholdes seminarer og firmaudstillinger.

## Arkæologi på Borgeby
I 1974 fremlagde Richard Holmberg en teori om en "trelleborg" i Borgeby. Teorien byggede på luftfotos af udpløjede rester af en ringvold. 1984 blev der foretaget udgravninger i området for at identificere kulturlagene og datere bygningsresterne. Udgravningerne fortsatte i 1990'erne. Ved en arkæologisk udgravning i 1998 blev det påvist, at det drejede sig om en af Harald Blåtands trelleborge. Anlægget i Borgeby ligner bl.a. de danske borge derved, at den har haft en V-formet voldgrav.
Borgeby har en indre diameter på 150 m og en voldsbredde på 15 m. Borgeby ligger ned til Lødde Å ca. 2 km fra udløbet i Øresund ved Bjärred.